# ꭞ
Cette page contient des caractères spéciaux ou non latins. S’ils s’affichent mal (▯, ?, etc.), consultez la page d’aide Unicode.
ꭞ, appelée l tilde inscrit en exposant, l tilde inscrit supérieur ou lettre modificative l tilde inscrit, est un graphème utilisé dans certaines transcriptions phonétiques. Il est formé de la lettre l tilde inscrit ‹ ɫ › mise en exposant.

## Utilisation
Le ꭞ est utilisé dans la transcription phonétique Teuthonista de l’Atlas linguistique de la Suisse alémanique (Sprachatlas der deutschen Schweiz, SDS), par exemple dans la transcription de la prononciation brüꭞɫ de die Brille  à Hospental (UR 11).
Dans certaines transcriptions utilisant l’alphabet phonétique international (API), ‹ ꭞ › peut être utilisé pour indiquer l’articulation spirante latérale alvéolaire.

## Représentations informatiques
La lettre lettre modificative l tilde inscrit peut être représenté avec les caractères Unicode suivants (Latin étendu – E ) :
| formes       | représentations | chaînes de caractères | points de code | descriptions                                  | note                            |
| ------------ | --------------- | --------------------- | -------------- | --------------------------------------------- | ------------------------------- |
| modificative | ꭞ               | ꭞ                     | U+AB5E         | lettre modificative minuscule l tilde inscrit | codé pour le symbole phonétique |